# Megalastrum canescens
Megalastrum canescens là một loài thực vật có mạch trong họ Dryopteridaceae. Loài này được (Kunze ex Mett.) A.R. Sm. & R.C. Moran miêu tả khoa học đầu tiên năm 1987.